# Antocha bidigitata
Antocha bidigitata är en tvåvingeart som beskrevs av Alexander 1954. Antocha bidigitata ingår i släktet Antocha och familjen småharkrankar. Inga underarter finns listade i Catalogue of Life.